# Borsóhalmi-csatorna
A Borsóhalmi-csatorna a Jászságban ered, Jászberénytől északkeletre, Jász-Nagykun-Szolnok vármegyében. A csatorna forrásától kezdve délkeleti irányban halad, majd Jászberény északkeleti részénél éri el a Keleti-Gyilkos-csatornát. A Borsóhalmi-csatorna az Ágói-patakot és a Zagyvát hivatott összekötni egymással.
A Borsóhalmi-csatorna vízgazdálkodási szempontból a Zagyva Vízgyűjtő-tervezési alegység működési területét képezi.

## Part menti települések
- Jászberény